# Кровгарт (Вайомінг)
Кровгарт (англ. Crowheart) — переписна місцевість (CDP) в США, в окрузі Фремонт штату Вайомінг. Населення — 120 осіб (2020).

## Географія
Кровгарт розташований за координатами 43°20′23″ пн. ш. 109°13′47″ зх. д. / 43.33972° пн. ш. 109.22972° зх. д. (43.339780, -109.229756).  За даними Бюро перепису населення США в 2010 році переписна місцевість мала площу 81,45 км², уся площа — суходіл.

## Демографія
Згідно з переписом 2010 року, у переписній місцевості мешкала 141 особа в 61 домогосподарстві у складі 36 родин. Густота населення становила 2 особи/км².  Було 86 помешкань (1/км²).
Расовий склад населення:
| - 49,6 % — білих - 43,3 % — корінних американців - 2,8 % — осіб інших рас |

До двох чи більше рас належало 4,3 %. Частка іспаномовних становила 4,3 % від усіх жителів.
За віковим діапазоном населення розподілялося таким чином: 19,9 % — особи молодші 18 років, 57,4 % — особи у віці 18—64 років, 22,7 % — особи у віці 65 років та старші. Медіана віку мешканця становила 48,5 року. На 100 осіб жіночої статі у переписній місцевості припадало 131,1 чоловіків;  на 100 жінок у віці від 18 років та старших — 126,0 чоловіків також старших 18 років.
Середній дохід на одне домашнє господарство  становив 75 502 долари США (медіана — 42 708), а середній дохід на одну сім'ю — 54 934 долари (медіана — 55 625). 
Цивільне працевлаштоване населення становило 60 осіб. Основні галузі зайнятості: будівництво — 40,0 %, освіта, охорона здоров'я та соціальна допомога — 31,7 %, оптова торгівля — 11,7 %, сільське господарство, лісництво, риболовля — 11,7 %.